# Papà Gambalunga (film 1919)
Papà Gambalunga (Daddy-Long-Legs) è un film muto del 1919 diretto da Marshall Neilan. Il film è la prima trasposizione cinematografica del romanzo omonimo della scrittrice statunitense Jean Webster, scritto sette anni prima.
Protagonista della pellicola è Mary Pickford che da giovane attrice, secondo quelle che erano le consolidate convenzioni teatrali e cinematografiche del tempo, spesso si cimentò con successo in parti di bambino/a, come di consueto in questi casi circondata da un cast di autentici attori bambini: Wesley Barry, True Boardman Jr., Jeanne Carpenter, Frankie Lee e Joan Marsh. Simili parti furono molto amate dal pubblico dei suoi fans, che già l'aveva acclamata in film come Una povera bimba molto ricca (1917), Rebecca of Sunnybrook Farm (1917) e The Little Princess (1917), e continuerà a farlo negli anni a venire in Pollyanna (1920), Little Lord Fauntleroy (1921), fino a Little Annie Rooney (1925) e Sparrows (1926).

## Trama
Un misterioso benefattore permette alla giovane orfana Jerusha Abbott, soprannominata Judy, di frequentare un'università esclusiva. Judy, che non conosce nulla dell'uomo, intrattiene con lui solamente un rapporto epistolare, che diventa una sorta di diario dei suoi progressi negli studi e nella vita. Durante il periodo di permanenza al campus, Judy nasconde alle sue compagne di corso le sue misere origini fingendo di provenire da una ricca famiglia, ma quando incontra il ricco zio della sua amica Julia Pendleton e se ne innamora, è costretta a rifiutare la sua proposta di matrimonio proprio a causa del suo segreto.

## Produzione e distribuzione

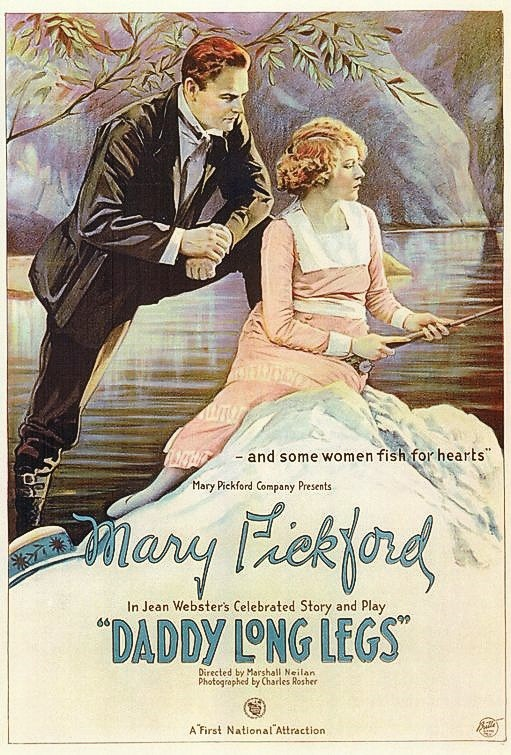
Poster del film

Il film è stato prodotto da Mary Pickford e dalla compagnia di sua proprietà, la Mary Pickford Company ed è stato girato ai Busch Gardens - S. Grove Avenue, Pasadena.
Distribuito dalla First National Exhibitors' Circuit, il film è uscito in sala l'11 maggio 1919. In Italia venne distribuito dalla Zenith. Nel 1999 la Milestone Film & Video ha distribuito il film su DVD in una versione di 85 minuti, con il commento musicale appositamente composto da Maria Newman.

### Date di uscita
- USA: 11 maggio 1919
- Portogallo: 20 dicembre 1921
- Finlandia: 2 dicembre 1923
- USA: 23 novembre 1999 (edizione DVD)

### Titoli nella distribuzione internazionale
- Italia : Papà Gambalunga
- Portogallo: As Pernas Altas do Papá
- USA: Daddy Long Legs (spelling alternativo)
- Ungheria: Nyakigláb apó

## Commento musicale
Edizione distribuita nel 1999 su DVD:
- colonna sonora: Maria Newman
- violino, viola, pianoforte: Maria Newman
- trombone, tuba: George Tatcher
- percussioni: Mark Stevens

All'esecuzione dei brani hanno partecipato anche membri dell'Amelite Consortium.

## Confronto con il romanzo
|  | Il film è la seconda opera tratta dal romanzo del 1912 Papà Gambalunga della scrittrice statunitense Jean Webster, dopo l'omonima commedia del 1914 scritta dalla stessa Webster; nell'edizione del 1919 del romanzo vennero inserite anche alcune immagini tratte dalla pellicola. Il film è abbastanza fedele al romanzo pur nella sintesi dovuta ad una trasposizione cinematografica di una novantina di minuti, ma ci sono alcuni punti che si distaccano dalla trama originale: - Nella prima parte del film viene dato ampio spazio ad avvenimenti nell'orfanotrofio di quando Judy aveva dodici anni. Tali avvenimenti sono totalmente assenti nel romanzo. - Nel romanzo John Smith dà la possibilità a Judy di frequentare l'università dopo aver letto un suo componimento, nel film tutto avviene invece per intercessione della sorella maggiore di John Smith, che si era un po' affezionata alla ragazza dopo che alcuni anni prima aveva assistito ad una pesante punizione inflittale da Mrs. Lippett. - Nel film è totalmente assente la componente politica; la Judy del romanzo è invece una femminista e si dichiara addirittura socialista riformista fabiana così come Jervis Pendleton. |